# John Heyl Vincent
John Heyl Vincent (Tuscaloosa, Alabama, 1832. február 23. – 1920. május 9.) metodista püspök, az európai metodista misszió felelőse 1900–1904 között.

## Származása
Családja hugenotta eredetű, 1685-ben érkezett Franciaországból Amerikába. Apja farmer, kereskedő, molnár, postamester és metodista vasárnapi iskolai vezető volt.

## Tanulmányai
18 éves korában gyülekezeti „intő” lett, majd lelkészi tanulmányokat folytatott (Lewisburg Academy, Wesleyan Institute in Newark). Kiemelkedő tanárai voltak görög, héber és francia nyelvből. Képzése során ellátogatott Egyiptomba, Palesztinába, Görögországba és Olaszországba.

## Szolgálatai
Különböző metodista gyülekezetekben szolgált lelkészként Chicagóban. Fontos érdemének tekintették a vasárnapi iskolai tanítók képzését szolgáló tanfolyami anyag összeállítását. Később ő lett a felelőse a vasárnapi iskolai anyagok kiadásáért a metodista egyházban. A Sunday School Journal című kiadványa az előkészítő anyagokkal együtt elérte a 2,5 millió példányos kiadást. A vasárnapi iskolai tanítók továbbképzését célzó tanfolyamokat más egyházak is átvették, ezek nagy mértékben befolyásolták az USA általános népiskolai oktatását. 1888-ban választották meg püspöknek. 1900-1904 között bízták meg az európai egyházi munka felügyeletével.

## Magyarországi vonatkozások
Az 1898-ban indult fiatal magyarországi metodista missziót 1902-ben látogatta meg a Bácskában, ahol mély benyomásokat szerzett a munka további támogatására nézve. Bácskai útjára elkísérte őt az akkori olasz metodista misszió vezetője, az európai püspöki szolgálatban utódja, dr. William Burt.